# Drosophila oahuensis
Drosophila oahuensis är en tvåvingeart som först beskrevs av Grimshaw 1901.  Drosophila oahuensis ingår i släktet Drosophila och familjen daggflugor.
Artens utbredningsområde är Hawaii.